# Sleep Walker
Pour les articles homonymes, voir Sleepwalker.
Sleep Walker est un groupe de jazz originaire de Tōkyō au Japon.

## Histoire
Le quartet a été formé au début des années 2000, il a enregistré plusieurs disques pour des labels japonais et européens.
La musique de Sleep Walker a été popularisée en Europe par des DJ tels que Gilles Peterson ou Patrick Forge dans le cadre de leurs émissions de radio et leurs soirées en club.
Leur premier concert en France a eu lieu au Batofar le 21 octobre 2008. Le musicien Stéphane Belmondo, qui était l'invité de ce concert, a joué 3 morceaux avec le groupe.

## Style et Influences
Sleep Walker est l'un des groupes fondateurs du mouvement japonais "club jazz" auquel appartient également des groupes tels que Kyoto Jazz Massive, Soil and "Pimp" Sessions ou United Future Organization.
Ils jouent un style de jazz dansant, soutenu par une rythmique très dynamique.
Le son du saxophoniste Masato Nakamura est influencé par le jazz "mystique" de la seconde partie des années 1960, en particulier par la musique de Archie Shepp ou de Pharoah Sanders avec qui le groupe a collaboré sur le titre "The Voyage".

## Discographie

### Albums
- Sleep Walker (2003)
- The Voyage[1] (2006)
- "United Legends" Replayed By Sleep Walker (2007)
- Works (2007)
- Into The Sun (2008)

### Maxi (12")
- The Voyage / Into The Sun (2004)
- River Of Love / Eclipse (2005)
- Afroat (2007)
- Wind (2007)
- Brotherhood (2008)

## Composition
Sleep Walker se compose de :
- Masato Nakamura 中村 雅人 : saxophone ténor, saxophone alto
- Hajime Yoshizawa 吉澤 はじめ : piano, Fender Rhodes
- Ikeda Kiyoshi 池田潔 : contrebasse
- Nobuaki Fujii 藤井 伸昭 : batterie